# Hermann Adolf (Lippe)

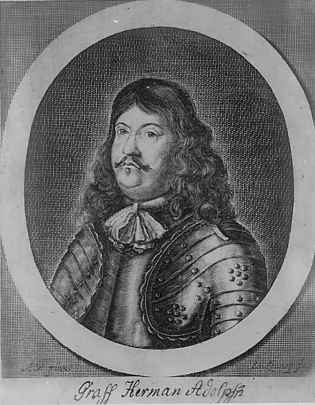
Hermann Adolf zur Lippe

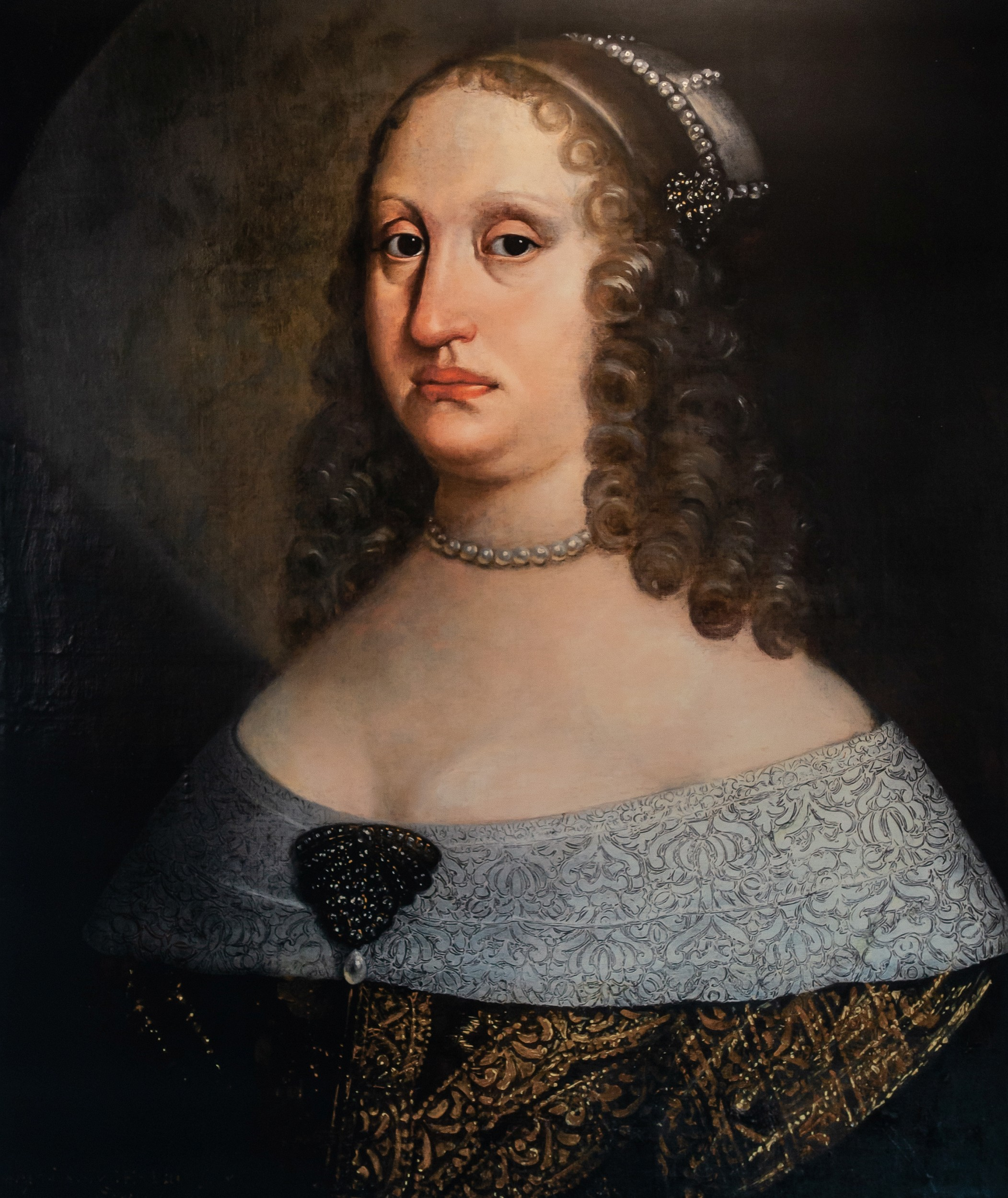
Ernestine zu Isenburg-Büdingen-Birstein

Hermann Adolf zur Lippe-Detmold (* 31. Januar 1616 in Detmold; † 10. Oktober 1666 ebenda) war Landesherr der Grafschaft Lippe-Detmold.

## Leben
Er war der Sohn von Graf Simon VII. zur Lippe und der Gräfin Anna Katharina von Nassau-Wiesbaden-Idstein (1590–1622).
1659 vollendete er die Erweiterung der Burg zu Horn mit einem prächtigen Barockportal, über dem die Wappen seiner Familie und der seiner Frau angebracht sind.
Unter seiner Regierung fand die Mehrzahl der Detmolder Hexenprozesse statt: 1653–1654 fünf Hexereianklagen, ab 1654 Inhaftierung von 52 „Zauberkindern“ im Detmolder Schulhaus, 1657–1661 zwölf Verfahren, 1666 und 1669 Anklage gegen zwei Männer wegen Zauberei.
1663–1664 beteiligte er sich am 4. Österreichischen Türkenkrieg durch Entsendung einer Kompanie von 140 Landsknechten. Nach dem Frieden von Eisenburg kehrten die Soldaten im Dezember 1664 in die lippische Heimat zurück.

## Nachkommen
Hermann Adolf war seit 1648 mit Gräfin Ernestine zu Isenburg-Büdingen-Birstein aus Offenbach (* 9. Februar 1614; † 5. Dezember 1665) verheiratet und hatte mit ihr vier Kinder:
- Graf Simon Heinrich (* 13. März 1649; † 2. Mai 1697) ⚭ Burggräfin Amalia von Dohna-Vianen aus den Haage (* 2. Februar 1645; † 11. März 1700)
- Anna Maria (* 20. Februar 1651; † 22. Juli 1690)
- Sophie Ernestine (* 9. März 1652; † 22. Januar 1702)
- Johanna Elisabeth (* 6. August 1653; † 5. Juni 1690) ⚭ Graf Christoph Friedrich zu Dohna-Lauck (* 19. Oktober 1652; † 10. November 1734)

Nach dem Tod Ernestines am 5. Dezember 1665 heiratete Hermann Adolf 1666 Gräfin Amalia zur Lippe-Brake (* 20. September 1629; † 19. August 1676). Diese Ehe blieb kinderlos.

## Sonstiges
1663 beauftragte Hermann Adolf das aus den Niederlanden stammende Brüderpaar Elias und Heinrich van Lennep neun Grafenporträts sowie 27 Ansichten – 13 Schlösser und Burgen, zwölf Städte, zwei Klöster der Grafschaft Lippe – für seine Landesbeschreibung „descriptio comitatus Lippiae“ zu zeichnen und zu stechen.